# Charles George Gordon
Charles George Gordon, (Woolwich, 28 januari 1833 – Khartoem, 26 januari 1885) was een Brits officier en genist, die vooral bekend is geworden om zijn rol bij de onderdrukking van de Taiping-opstand en zijn strijd tegen de Soedanese Mahdi, waarin hij te Khartoem zou sneuvelen.

## Biografie
Hij streed als Brits officier in de Krimoorlog (1852-1855) en de Tweede Opiumoorlog (1860). Hij bleef vervolgens in China dienen en werd verzocht de leiding op zich te nemen van een uit Europeanen samengesteld leger, dat Shanghai moest verdedigen tegen de oprukkende Taiping-rebellen. Vanwege zijn successen werd dat leger wel het 'Altijd Zegevierende Leger' genoemd. Na een conflict met de keizerlijke gouverneur van de provincie Jiangsu verliet hij China.
In 1874 nam hij een aanbod aan van de kedive (onderkoning) van Ottomaans Egypte om in Egyptische legerdienst te treden. Spoedig daarop werd hij benoemd tot gouverneur-generaal van Soedan, een gebied dat de Egyptenaren met moeite onder de duim hielden. Gordons belangrijkste, zelfopgelegde missie was de onderdrukking van de slavenhandel door Arabieren. Emin Pasha volgde hem op als gouverneur van de provincie Equatoria (Zuid Soedan) in 1878. Eind 1879 keerde Gordon terug naar Engeland en was tot eind 1883 weer werkzaam voor het Verenigd Koninkrijk, onder meer als gouverneur van Mauritius.
In 1882 maakte het Verenigd Koninkrijk zich meester van Egypte en daarmee van Soedan. In januari 1884 werd Gordon opnieuw gouverneur-generaal van Soedan, nu met de speciale opdracht de Egyptische troepen en hun families terug te loodsen naar Egypte omdat Soedan steeds meer in de greep raakte van een opstandige nationalistische beweging onder leiding van de (zelfverklaarde) Mahdi. In maart 1884 begonnen de troepen van deze Mahdi de belegering van Khartoem, in augustus werd in het Verenigd Koninkrijk duidelijk dat Gordon en de Egyptische troepen niet door de belegering heen konden breken. 
Een reddingsexpeditie vertrok onder commando van Gordons vriend generaal Garnet Wolseley en raakte verwikkeld in een race tegen de klok om Khartoem te bereiken voordat alle voedselvoorraden daar uitgeput waren. De voorhoede arriveerde twee dagen te laat, op 28 januari 1885. Op 26 januari waren de Mahdisten door de omwalling en de mijnenvelden gebroken. Gordon werd twee dagen voor zijn 52e verjaardag onthoofd en zijn hoofd werd op een stok gespiest. Ook werden bijna 10.000 burgers en soldaten door de Mahdisten op gruwelijke wijze vermoord. Het Algemeen Handelsblad van 6 februari 1885 schreef: "We hebben in geen jaren zulk een treurige tijding in ons blad gemeld." Zes dagen eerder noemde dezelfde krant Gordon nog "den buitengewonen held in Khartoem".
Gordons dood zou de oorzaak vormen van de val van het tweede kabinet Gladstone in het Verenigd Koninkrijk. Eind 1898 werd Gordon gewroken toen een Brits-Egyptisch leger onder Horatio Kitchener de Mahdisten in de Slag van Karari (Omdurman) versloeg. Tot 1954 bleef Soedan Brits.

## Trivia
- In de film Khartoum (1966) werd de rol van gouverneur-generaal Charles Georges Gordon vertolkt door Charlton Heston.

## Militaire loopbaan
- 1848 - Cadet[4]
- 1852 - Second Lieutenant
- 1854 - Lieutenant
- april 1859 - Captain
- december 1862 - Brevet Major
- 1864 - Lieutenant Colonel
- 1872 - Colonel
- maart 1882 - Major General

## Decoraties
- Lid in de Orde van het Bad
- Crimea Medal met gesp
- Second China War Medal
- Orde van Osmanie, 4e klasse
- Orde van Mejidie, 4e klasse
- Krimmedaille
- Ridder in het Legioen van Eer op 16 juli 1856
- Orde van de Dubbele Draak
- Imperial yellow jacket
- Burggraaf, 1e klasse
- Ere Pasja